# 金洲
金洲（？年—？年），字士瀛，南直隶苏州府嘉定人，民籍。明朝政治人物、理学家，世稱沐斋先生。

## 生平
正德十一年（1516年）丙子科應天府鄉試舉人，嘉靖五年（1526年）丙戌科第三甲第145名進士，授浙江永康县知县，入覲京师，因为眼病，改任国子监助教，官至高邑县知县，忽然呕血而卒。

## 家族
世居嘉定之槎溪，後徙居漳浦。祖父金鑑。父金菃，生子：金洲、金瀚。